# Стенлі Пітерсон
Стенлі Пітерсон (англ. Stanley Peterson, народжений як Богдан Патик; 1921—2012) — українсько-канадський фінансист і філантроп, засновник Літературного фонду імені Пітерсона.

## Життєпис
Народився у 2021 році і зростав на території Східної Галичини (Західна Україна), яка нині є частиною України. У 1940 році, невдовзі після того, як Червона Армія окупувала Західну Україну, Богдан та його двоюрідний брат зробили спробу втекти на Захід, але потрапили до рук НКВС. Богдан приховав своє українське походження і назвався вигаданим польським ім'ям, як Станіслав Пшебишевський. Радянська влада засудила його в жовтні 1940 року до трьох років примусової праці. Спочатку він відбував покарання в транзитному таборі Котлас біля Архангельська (Росія), в лютому 1941 року його заслали до Ухто-Іжемського виправно-трудового табору (Автономна республіка Комі, Росія). Наприкінці серпня 1941 року, завдяки «польському» статусу його випустили задля приєднання до армії Андерса на Близькому Сході в березні 1942 р. Перехворівши на тиф і жовту гарячку, долаючі екстремальні погодні умови, голод, туберкульоз і малярію на шляху від Туркменістану до Ірану, він зрештою опинився в Тегеранському військовому госпіталі з вагою 38 кг.
Одужавши, він вивчав англійську мову і фарсі. Успішно склав тест на володіння мовою і отримав роботу в спільному британсько-американському комітеті військових перевезень, підпорядкованому британському воєнному міністерству. Працював у південному Ірані в районі Ахваз, потім у 1943 році в Східній Індії, а згодом у Кенії. Протягом шести років працював у таборі переміщених осіб в контрольованій Великою Британією Уганді. У цьому таборі біля Кампали зустрів майбутню дружину Христину, яка так само як і він, була жертвою сталінської примусової депортації до Казахстану.
Невдовзі після прибуття до Канади як біженець в 1949 році, за підтримки свого канадського роботодавця, пройшов курс навчання і став успішним сертифікованим професійним бухгалтером. Тоді ж він змінив ім'я на Стенлі Пітерсон.
Спочатку працював у приватному підприємницькому секторі в Торонто, а згодом став держслужбовцем уряду провінції Онтаріо, посідаючи керівні посади в Онтарійській корпорації розвитку. За шістдесят років роботи Пітерсон створив потужний інвестиційний пакет, який надав йому змогу стати щедрим благодійником.
Стенлі Пітерсон пишався тим, що він канадець, але не забував про своє українське коріння, важливість свободи і людської гідності. Він присвятив життя підтримці освітніх та гуманітарних проектів у Канаді й світі й пожертвував мільйони доларів на проекти побудови демократії, публікації творів радянських дисидентів, просування талановитих літературних творів.
Стенлі Пітерсон фінансував численні культурні проєкти, зокрема Конкурс української мови ім. Петра Яцика та видавництво «Смолоскип». У 1998 році, у співпраці з Канадськими товариством приятелів України, Пітерсон надав основні початкові кошти на створення канадсько-українського парламентського інформаційного центру в Києві, який перетворився на міжнародний проект розвитку, підтримуваний урядом Канади від 1998 до 2001 року.
Започаткував літературний фонд імені Пітерсона.

## Відзначення
У 2003 році відзначений премією імені Миколи Гоголя «Тріумф» за визначну благодійну діяльність.